# Marie Poledňáková
Marie Poledňáková (ur. 7 września 1941 w Strakonicach, zm. 8 listopada 2022) – czeska reżyserka i scenarzystka filmowa i telewizyjna. W 1970 ukończyła studia w Akademii Sztuk Scenicznych w Pradze.

## Biografia
Poledňáková urodziła się w Strakonicach jako córka profesora uniwersyteckiego i wychowała się w Nepomuku. Po ukończeniu szkoły średniej chciała studiować chemię, ale nie było jej to dozwolone: niektórzy członkowie jej rodziny wyemigrowali z ówczesnego komunistycznego kraju i uznano to za poważne wykroczenie, które dotknęło resztę rodziny. Dlatego zamiast iść na studia, poszła do pracy w fabryce naczyń kuchennych.
Poledňáková wyszła za mąż za Ivana Poledňáka, muzykologa, i mieli jednego syna, Petra Poledňáka. Para rozwiodła się, gdy Petr miał osiem lat.
W 1961 roku dramaturg Jaroslav Dietl zaproponował Poledňákovej stanowisko asystenta reżysera w Telewizji Czechosłowackiej. Pracowała w tym charakterze przez 10 lat, jednocześnie uczęszczając na zajęcia wieczorowe w Akademii Sztuk Scenicznych w Pradze. Po ukończeniu akademii pracowała jako scenarzystka i reżyser w studiu. W 1982 roku objęła stanowisko w Barrandov Studios, gdzie pracowała przez sześć lat jako reżyser. W 1990 roku Poledňáková współzałożyła spółkę akcyjną FTV Premiera (obecnie Prima TV), która otrzymała pierwszą koncesję na prywatne nadawanie programów telewizyjnych w Czechach. Po sprzedaży swojego udziału w 1994 roku związała się z wydawnictwem Premiéra Studio.
W 2016 roku Poledňáková doznała udaru mózgu. Zmarła 8 listopada 2022 roku w wieku 81 lat.

## Filmografia
- 1977: Jak wyrwać ząb wielorybowi
- 1978: Jak umieścić tatę w zakładzie karnym?
- 1980: Zakotwicz na promie
- 1982: Z tobą bawi mnie świat
- 1986: Poskromienie złośnika
- 1989: Dwaj ludzie w zoo
- 2005: Jak się tresuje krokodyle
- 2009: Księżniczka i diabeł
- 2009: Całujesz jak Bóg
- 2012: Całujesz jak szatan